# Wolfgangskirche (Röthenbach bei Sankt Wolfgang)

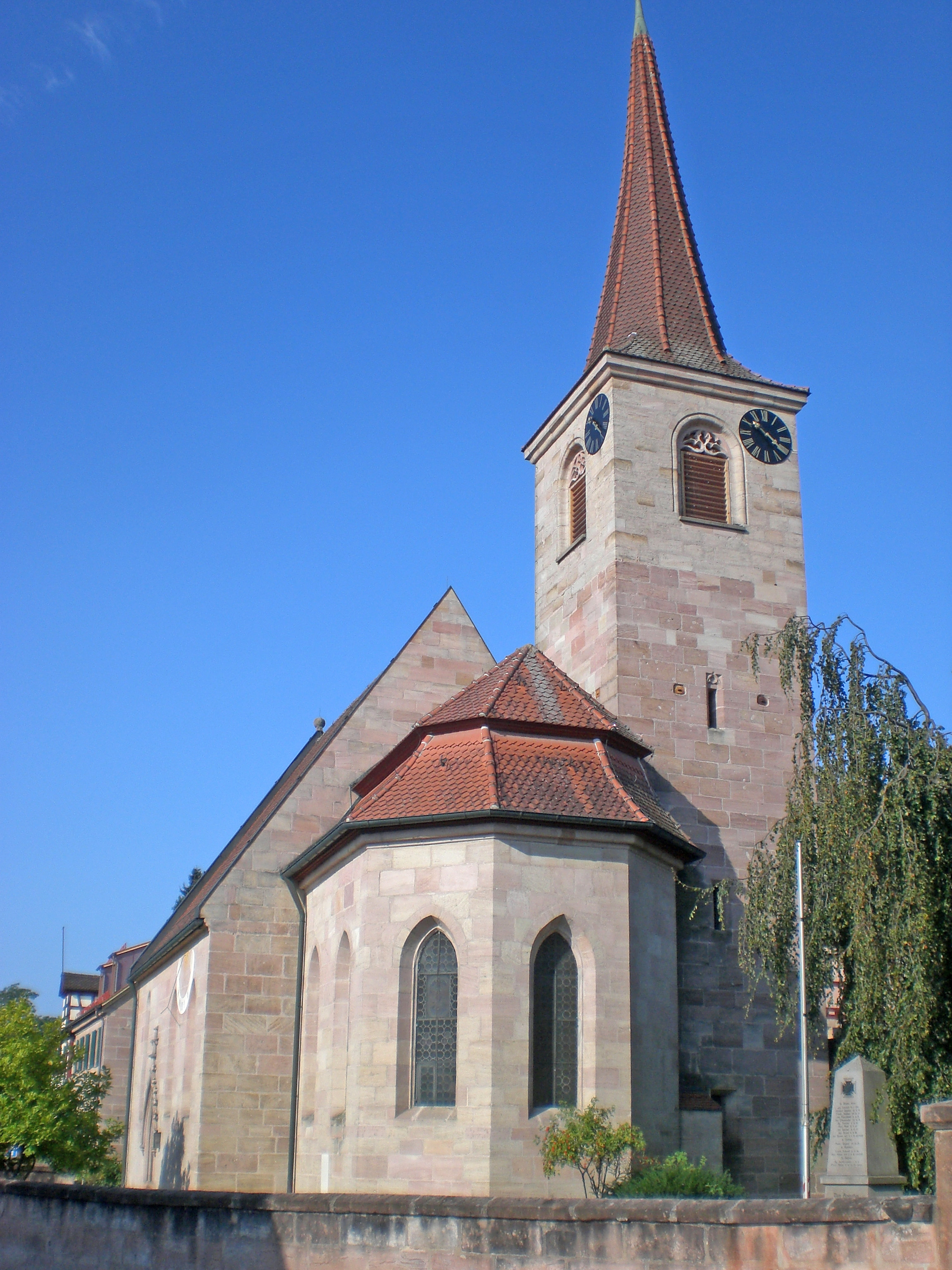
Wolfgangskirche

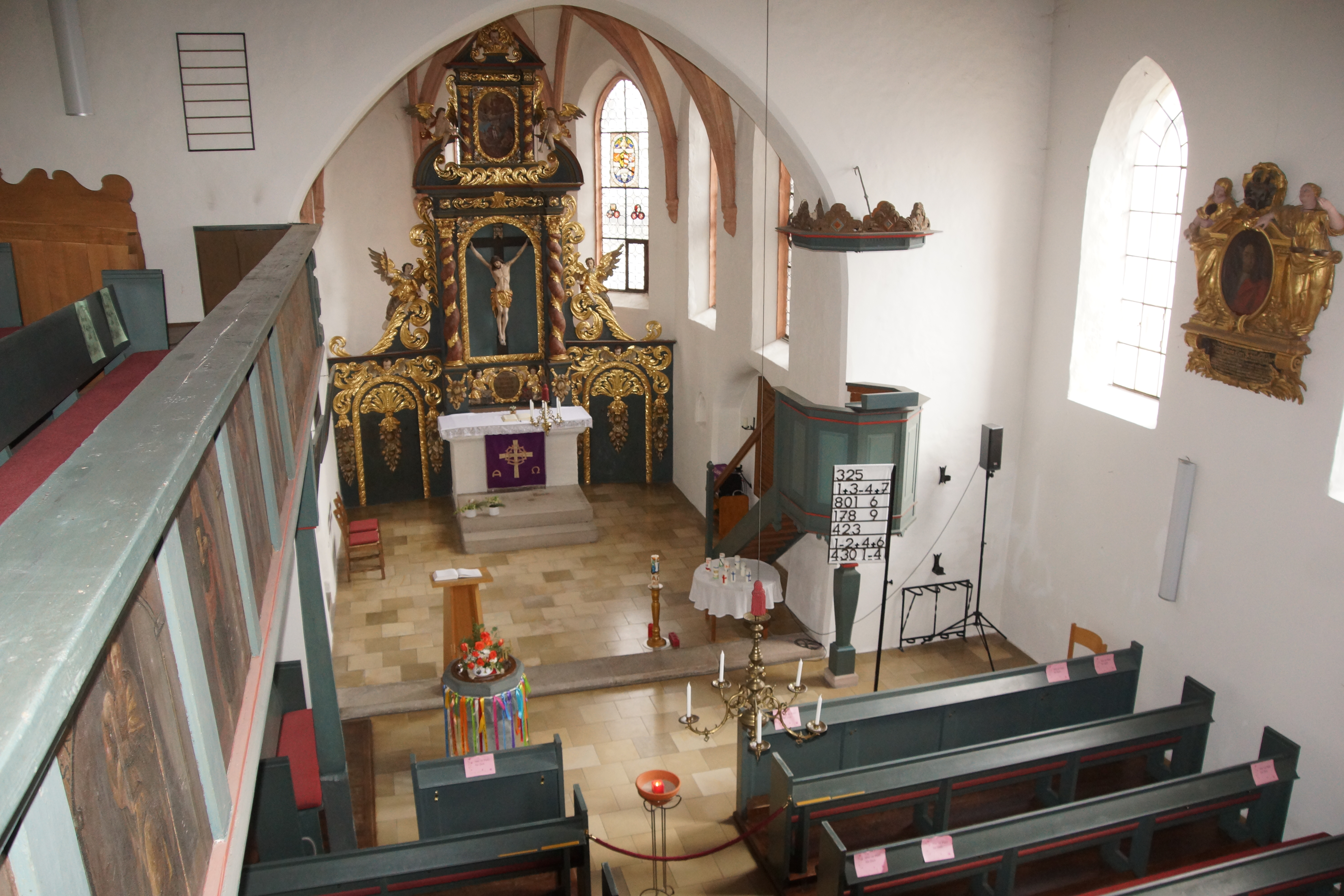
Innenansicht

Die Wolfgangskirche ist eine evangelische Kirche in Röthenbach bei Sankt Wolfgang, einem Gemeindeteil des mittelfränkischen Marktes Wendelstein.

## Geschichte
Die Saalkirche ist Sandsteinquaderbau mit Steilsatteldach, eingezogenem, dreiseitig geschlossenem Chor und seitlichem Turm mit Spitzhelm. Das flachgedeckte Langhaus hat eine Empore und Chor mit Netzgewölbe. Das Bauwerk ist spätgotisch von 1436 und von einer Kirchhofmauer umgeben. Die Kirche ist ein geschütztes Baudenkmal.
Für die Dorfkirche liegt die Baugenehmigung vom 9. April 1465 vor. Der damalige Schloss- und Lehnsherr auf Kugelhammer, Heinrich Meichsner, gab damit dem Ort einen geistlichen und geistigen Mittelpunkt. Der Bau der Kirche dauerte von 1465 bis 1468.
Wahrscheinlich wurde sie am 10. Juli 1468 eingeweiht. Nach der Pfarrbeschreibung wird das Kirchweihfest vor oder nach den Gedenktagen von St. Willibald und St. Kilian gefeiert, je nachdem ob letzterer in die erste oder zweite Wochenhälfte fällt. Bis zum Jahr 1477 war die Röthenbacher Kirche eine Filiale von Kornburg, dann aber eine eigenständige Pfarrei. Im Jahre 1477 dotierte die Nürnberger Familie Gärtner die Pfarrei und ließ ein Pfarr- und Mesnerhaus errichten. Der Visitationsbericht von 1780 bestätigte das Präsentationsrecht Gärtners, der ein Schwiegersohn Meichsners gewesen sein soll. Meichsner hatte 1463 Kugelhammer erworben und 1468 eine Pfründe an die Pfarrkirche gestiftet.
Im Jahr 1700 erfuhr die Inneneinrichtung der Kirche eine barocke Umgestaltung (Altar von 1701, Emporenbrüstung von 1700, Orgelgehäuse von 1750), nur der Taufstein stammt noch aus der Bauzeit der Kirche.
Karl und Jeremias Gärtner verkauften am 26. Juni 1562 das Pfarrlehen mit dem dazugehörigen Einkommen und das Mesnerhaus für 500 Gulden an den Rat der Stadt Nürnberg, dem das Dorf mit Kugelhammer gehörte.